# Критерий Андерсона — Дарлинга
Классический непараметрический критерий согласия Андерсона — Дарлинга [1, 2] предназначен для проверки простых гипотез о принадлежности анализируемой выборки полностью известному закону (о согласии эмпирического распределения {\displaystyle F_{n}(x)} и теоретического закона {\displaystyle F(x,\theta )}) , то есть для проверки гипотез вида {\displaystyle H_{0}:F_{n}(x)=F(x,\theta )} с известным вектором параметров теоретического закона.
В критерии {\displaystyle \Omega ^{2}} Андерсона — Дарлинга [1, 2] используется статистика вида:
{\displaystyle S_{\Omega }=-n-2\sum _{i=1}^{n}\left\{{\frac {2i-1}{2n}}\ln(F(x_{i},\theta ))+\left(1-{\frac {2i-1}{2n}}\right)\ln(1-F(x_{i},\theta ))\right\}},
где {\displaystyle n} — объём выборки, {\displaystyle x_{1},x_{2},...,x_{n}} — упорядоченные по возрастанию элементы выборки.
При справедливости простой проверяемой гипотезы статистика критерия подчиняется распределению вида {\displaystyle a2(S)} [2, 3, 4].
При проверке простых гипотез критерий является свободным от распределения, то есть не зависит от вида закона, с которым проверяется согласие.
Проверяемая гипотеза отклоняется при больших значениях статистики. Процентные точки распределения {\displaystyle a2(S)} приведены в [3, 4].

## Проверка сложных гипотез
При проверке сложных гипотез вида {\displaystyle H_{0}:F_{n}(x)\in \left\{F(x,\theta ),\theta \in \Theta \right\}} , где оценка {\displaystyle {\hat {\theta }}} скалярного или векторного параметра распределения {\displaystyle F(x,\theta )} вычисляется по той же самой выборке, непараметрические критерии согласия теряют свойство свободы от распределения [5, 4, 6] (распределением статистики при справедливости {\displaystyle H_{0}} уже не будет являться распределение {\displaystyle a2(S)}).
При проверке сложных гипотез распределения статистик непараметрических критериев согласия зависят от ряда факторов: от вида наблюдаемого закона {\displaystyle F(x,\theta )} , соответствующего справедливой проверяемой гипотезе {\displaystyle H_{0}}; от типа оцениваемого параметра и числа оцениваемых параметров; в некоторых случаях от конкретного значения параметра (например, в случае семейств гамма- и бета-распределений); от метода оценивания параметров. Различия в предельных распределениях той же самой статистики при проверке простых и сложных гипотез настолько существенны, что пренебрегать этим ни в коем случае нельзя.